# Lyu Yang
Lyu Yang (chinesisch 吕扬; * 26. November 1993 in Luohe) ist eine chinesische Ruderin und Olympiasiegerin.

## Sportliche Karriere
Lyu Yang debütierte 2013 im Weltcup, als sie in Sydney mit dem Doppelvierer den sechsten Platz erreichte. Bei den Weltmeisterschaften 2014 in Amsterdam gewann der chinesische Doppelvierer mit Jiang Yan, Shen Xiaoxing, Lyu Yang und Zhang Xinyue die Silbermedaille hinter der deutschen Crew. Im Jahr darauf belegten die chinesischen Ruderinnen in gleicher Besetzung den siebten Platz bei den Weltmeisterschaften 2015. 2016 bildete Lyu Yang einen Doppelzweier mit Zhu Weiwei, die beiden erreichten den elften Platz bei den Olympischen Spielen in Rio de Janeiro. Bereits 2014 hatte sie zusammen mit Duan Jingli im Doppelzweier bei den Asienspielen gewonnen.
2017 trat Lyu Yang zusammen mit Wang Fei im Doppelzweier an. Bei den Weltmeisterschaften 2017 belegten die beiden den fünften Platz. 2018 wechselte Lyu Yang nach einem vierten Platz im Doppelzweier beim Weltcup-Auftakt in den Doppelvierer. Nach dem zweiten Platz beim Weltcup in Linz-Ottensheim und dem vierten Platz in Luzern ruderte der Chinesische Doppelvierer mit Zhang Ling, Wang Yuwei, Lyu Yang und Cui Xiaotong ins A-Finale bei den Weltmeisterschaften in Plowdiw und belegte den vierten Platz mit 0,43 Sekunden Rückstand auf die Silbermedaille. Zum Weltcup-Auftakt 2019 traten in Plowdiw nur zwei Doppelvierer an. Die Chinesinnen Chen Yunxia, Zhang Ling, Lyu Yang und Cui Xiaotong siegten mit anderthalb Sekunden Vorsprung vor den Niederländerinnen. Bei der zweiten Weltcup-Regatta in Posen waren fünf Boote am Start, die Chinesinnen gewannen vor den Polinnen und den Deutschen. Bei den Weltmeisterschaften in Linz-Ottensheim siegten die Chinesinnen vor den Polinnen und den Niederländerinnen, die Deutschen belegten den vierten Platz. 2021 siegten die Chinesinnen in der zweiten Weltcupregatta in Luzern. Bei den Olympischen Spielen in Tokio gewannen die Chinesinnen das Finale mit über sechs Sekunden Vorsprung auf die Polinnen.
Wegen der COVID-19-Pandemie fanden nach 2019 erst 2022 wieder Weltmeisterschaften statt. Bei den Weltmeisterschaften in Račice u Štětí siegten die Chinesinnen mit einer Sekunde Vorsprung auf die Niederländerinnen. Bei den 2023 ausgetragenen Asienspielen 2022 in Hangzhou gewannen sie ebenfalls die Goldmedaille. Unmittelbar vor den Asienspielen war der chinesische Doppelvierer bei den Weltmeisterschaften in Belgrad Dritter geworden. 2024 belegten Chen Yunxia, Zhang Ling, Lyu Yang und Cui Xiaotong den sechsten Platz bei den Olympischen Spielen in Paris.